# Sibelius (szoftver)
A Sibelius egy kottaszerkesztő számítógépes zenei szoftver, amit a Sibelius Software cég fejleszt (?) kereskedelmi licenc alatt. A programot elsősorban zenei kiadók, zeneszerzők, valamint zenészek használják zeneszerzésre, kották készítésére.
A Sibelius ötlete eredetileg egy testvérpártól (Ben és Jonathan Finn) származik. Ők fejlesztették és adták ki Acorn Risc PC számítógépekre, még a windowsos és Maces verziók 1998-1999-es megjelenése előtt. Mára a program kategóriájában az egyik legnépszerűbbé vált. A program meglehetősen elterjedt a zeneoktatásban, a hagyományos és digitális kottakiadásban, valamint amatőr és profi zenészek körében egyaránt.

## Jellemzők
A Silbelius többek közt lehetőséget ad kották meghallgatására, illetve audió CD-re írására. A Photoscore nevű külső program segítségével nyomtatott kották szkennelésére nyílik lehetőség, melyek szerkeszthetővé válnak a Sibelius programban. A Photoscore csökkentett képességű változatát a fejlesztők mellékelik a Sibeliushoz.
A Sibelius Scorch egy internetes böngészőbe beépülő modul, melynek használatával a felhasználó publikálhatja az elkészült kottákat az interneten. A beépülőt elsősorban a SibeliusMusic.com webhely alkalmazza, de találkozhatunk vele zenei kiadók és zenészek weboldalain is.

## Névadás
A szoftver és a fejlesztő cég Sibelius neve feltehetőleg Jean Sibelius finn zeneszerző nevéből származik, azonban a fejlesztők állításuk szerint, már nem emlékeznek a név adásának eredeti okára.
A kezdeti Acorn változat neve Sibelius 7 volt, azonban a 7-es szám nem a verzióra utalt, hanem Jean Sibelius 7. szimfóniájára, melyből a program indításakor hallható volt egy rövid részlet. 

## Külső hivatkozások
- Scorch, beépülő modul böngészőkbe, digitális kották olvasásához
- Sibelius Software Ltd, a fejlesztő cég weboldala
- SibeliusMusic, a Sibelius kottamegosztó portálja

## Fordítás
- Ez a szócikk részben vagy egészben  a   Sibelius (computer program) című angol Wikipédia-szócikk fordításán alapul.  Az eredeti cikk szerkesztőit annak laptörténete sorolja fel. Ez a jelzés csupán a megfogalmazás eredetét és a szerzői jogokat jelzi, nem szolgál a cikkben szereplő információk forrásmegjelöléseként.